# 3862 Agekian
3862 Agekian eller 1972 KM är en asteroid i huvudbältet som upptäcktes den 18 maj 1972 av den ryska astronomen Tamara Smirnova vid Krims astrofysiska observatorium på Krim. Den har fått sitt namn efter astronomen Tateos Agekjan.
Asteroiden har en diameter på ungefär sex kilometer.